# Molophilus (Molophilus) baezi
Molophilus (Molophilus) baezi is een tweevleugelige uit de familie steltmuggen (Limoniidae). De soort komt voor in het Palearctisch gebied.